# Swansea City Association Football Club 2011-2012
Questa voce raccoglie le informazioni riguardanti il Swansea City Association Football Club nelle competizioni ufficiali della stagione 2011-2012.

## Stagione
La stagione 2011-2012 è la 3ª stagione dello Swansea City Association Football Club nella massima serie del calcio inglese.

## Maglie e sponsor
Lo sponsor tecnico per la stagione 2011-2012 è Adidas, mentre lo sponsor ufficiale è 32Red.

## Rosa
| N. |                        | Ruolo | Calciatore       |
| -- | ---------------------- | ----- | ---------------- |
| 1  | Paesi Bassi (bandiera) | P     | Michel Vorm      |
| 2  | Galles (bandiera)      | D     | Ashley Williams  |
| 3  | Galles (bandiera)      | D     | Neil Taylor      |
| 4  | Inghilterra (bandiera) | D     | Steven Caulker   |
| 5  | Inghilterra (bandiera) | D     | Alan Tate        |
| 6  | Paesi Bassi (bandiera) | C     | Ferrie Bodde     |
| 7  | Inghilterra (bandiera) | C     | Leon Britton     |
| 8  | Spagna (bandiera)      | C     | Andrea Orlandi   |
| 10 | Inghilterra (bandiera) | A     | Danny Graham     |
| 11 | Inghilterra (bandiera) | C     | Scott Sinclair   |
| 12 | Inghilterra (bandiera) | C     | Nathan Dyer      |
| 14 | Scozia (bandiera)      | A     | Stephen Dobbie   |
| 15 | Inghilterra (bandiera) | C     | Wayne Routledge  |
| 16 | Inghilterra (bandiera) | D     | Garry Monk       |
| 17 | Galles (bandiera)      | C     | David Cotterill  |
| 17 | Inghilterra (bandiera) | C     | Joshua McEachran |
| 18 | Inghilterra (bandiera) | A     | Leroy Lita       |
| 19 | Inghilterra (bandiera) | A     | Luke Moore       |
| 20 | Argentina (bandiera)   | D     | Federico Bessone |

| N. |                        | Ruolo | Calciatore       |
| -- | ---------------------- | ----- | ---------------- |
| 21 | Portogallo (bandiera)  | P     | José Moreira     |
| 22 | Spagna (bandiera)      | D     | Àngel Rangel     |
| 24 | Galles (bandiera)      | C     | Joe Allen        |
| 25 | Germania (bandiera)    | P     | Gerhard Tremmel  |
| 26 | Paesi Bassi (bandiera) | C     | Germain Agustien |
| 27 | Inghilterra (bandiera) | C     | Mark Gower       |
| 28 | Irlanda (bandiera)     | C     | Thomas Butler    |
| 29 | Galles (bandiera)      | C     | Ashley Richards  |
| 31 | Galles (bandiera)      | C     | Lee Lucas        |
| 32 | Francia (bandiera)     | D     | Darnel Situ      |
| 33 | Galles (bandiera)      | D     | Ben Davies       |
| 34 | Galles (bandiera)      | D     | Joe Walsh        |
| 35 | Galles (bandiera)      | D     | Daniel Alfei     |
| 36 | Galles (bandiera)      | A     | Casey Thomas     |
| 37 | Galles (bandiera)      | C     | Jordan Smith     |
| 38 | Galles (bandiera)      | C     | Gwion Edwards    |
| 39 | Galles (bandiera)      | C     | Kurtis March     |
| 42 | Islanda (bandiera)     | C     | Gylfi Sigurðsson |
| 44 | Grecia (bandiera)      | D     | Vaggelīs Moras   |

## Calciomercato

### Sessione estiva(dall'1/7 all'1/9)
| Acquisti | Acquisti    | Acquisti | Acquisti   |
| R.       | Nome        | da       | Modalità   |
| -------- | ----------- | -------- | ---------- |
| P        | Michel Vorm | Utrecht  | svincolato |

| Cessioni | Cessioni       | Cessioni | Cessioni   |
| R.       | Nome           | a        | Modalità   |
| -------- | -------------- | -------- | ---------- |
| D        | Darren Pratley |          | svincolato |

## Risultati

### Premier League

#### Girone di andata
| Arbitro: | Dean |

|                                     |           |  |
| Džeko 57’ Agüero 68’, 90’ Silva 71’ | Marcatori |  |

| Swansea 20 agosto 2011, ore 16:00 CEST 2ª giornata | Swansea City | 0 – 0 referto | Wigan | Liberty Stadium (19.028 spett.)\| Arbitro: \| Dowd \| |
| Arbitro:                                           | Dowd         |               |       |                                                       |

| Swansea 27 agosto 2011, ore 16:00 CEST 3ª giornata | Swansea City | 0 – 0 referto | Sunderland | Liberty Stadium (19.938 spett.)\| Arbitro: \| Halsey \| |
| Arbitro:                                           | Halsey       |               |            |                                                         |

| Arbitro: | Attwell |

|              |           |  |
| Arshavin 40’ | Marcatori |  |

| Arbitro: | Atkinson |

|                                       |           |  |
| Sinclair 14’ (rig.) Lita 24’ Dyer 49’ | Marcatori |  |

| Arbitro: | Dean |

|                                          |           |              |
| Torres 29’ Ramires 36’, 76’ Drogba 90+4’ | Marcatori | 86’ Williams |

| Arbitro: | Jones |

|                               |           |  |
| Sinclair 9’ (rig.) Graham 85’ | Marcatori |  |

| Arbitro: | J Moss |

|                               |           |            |
| Pilkington 1’, 63’ Martin 10’ | Marcatori | 12’ Graham |

| Arbitro: | Oliver |

|                      |           |                      |
| Doyle 84’ O'Hara 86’ | Marcatori | 23’ Graham 35’ Allen |

| Arbitro: | Clattenburg |

|                                                |           |                   |
| Joe Allen 49’ Sinclair 57’ (rig.) Graham 90+3’ | Marcatori | 73’ (aut.) Graham |

| Liverpool 5 novembre 2011, ore 16:00 CEST 11ª giornata | Liverpool | 0 – 0 referto | Swansea City | Anfield (45.013 spett.)\| Arbitro: \| Dowd \| |
| Arbitro:                                               | Dowd      |               |              |                                               |

| Arbitro: | Dean |

|  |           |               |
|  | Marcatori | 11’ Hernández |

| Swansea 27 novembre 2011, ore 14:30 CEST 13ª giornata | Swansea City | 0 – 0 referto | Aston Villa | Liberty Stadium (20.404 spett.)\| Arbitro: \| Swarbrick \| |
| Arbitro:                                              | Swarbrick    |               |             |                                                            |

| Arbitro: | Foy |

|                                    |           |                    |
| Yakubu 20’, 45+2’, 57’, 82’ (rig.) | Marcatori | 35’ Lita 66’ Moore |

| Arbitro: | Moss |

|                           |           |  |
| Sinclair 56’ Graham 90+1’ | Marcatori |  |

| Newcastle 17 dicembre 2011, ore 16:00 CEST 16ª giornata | Newcastle Utd | 0 – 0 referto | Swansea City | Ewood Park (51.767 spett.)\| Arbitro: \| Mason \| |
| Arbitro:                                                | Mason         |               |              |                                                   |

| Arbitro: | Friend |

|           |           |  |
| Osman 60’ | Marcatori |  |

| Arbitro: | Probert |

|            |           |            |
| Graham 14’ | Marcatori | 58’ Mackie |

| Arbitro: | Dowd |

|              |           |                   |
| Sinclair 84’ | Marcatori | 44’ Van der Vaart |

#### Girone di ritorno
| Arbitro: | Taylor |

|  |           |                       |
|  | Marcatori | 4’ Dyer 47’ Routledge |

| Arbitro: | Oliver |

|                                         |           |                           |
| Sinclair 16’ (rig.) Dyer 57’ Graham 70’ | Marcatori | 5’ Van Persie 69’ Walcott |

| Arbitro: | Foy |

|                           |           |  |
| Sessègnon 14’ Gardner 85’ | Marcatori |  |

| Arbitro: | Marriner |

|              |           |                     |
| Sinclair 40’ | Marcatori | 90+3’ (aut.) Taylor |

### Football League Cup
| Arbitro: | Tierney |

|                                  |           |                              |
| Morgan 19’ Wright 67’ Wroe 90+1’ | Marcatori | 10’ (aut.) Cansdell-Sherriff |

## Statistiche

### Statistiche di squadra
| Competizione   | Punti | In casa | In casa | In casa | In casa | In casa | In casa | In trasferta | In trasferta | In trasferta | In trasferta | In trasferta | In trasferta | Totale | Totale | Totale | Totale | Totale | Totale | DR |
| Competizione   | Punti | G       | V       | N       | P       | Gf      | Gs      | G            | V            | N            | P            | Gf           | Gs           | G      | V      | N      | P      | Gf     | Gs     | DR |
| -------------- | ----- | ------- | ------- | ------- | ------- | ------- | ------- | ------------ | ------------ | ------------ | ------------ | ------------ | ------------ | ------ | ------ | ------ | ------ | ------ | ------ | -- |
| Premier League | -     | -       | -       | -       | -       | -       | -       | -            | -            | -            | -            | -            | -            | -      | -      | -      | -      | -      | -      | -  |
| FA Cup         | -     | -       | -       | -       | -       | -       | -       | -            | -            | -            | -            | -            | -            | -      | -      | -      | -      | -      | -      |    |
| Carling Cup    | -     | -       | -       | -       | -       | -       | -       | -            | -            | -            | -            | -            | -            | -      | -      | -      | -      | -      | -      |    |
| Totale         | -     | -       | -       | -       | -       | -       | -       | -            | -            | -            | -            | -            | -            | -      | -      | -      | -      | -      | -      |    |

### Statistiche dei giocatori
| Giocatore    | Premier League | Premier League | FA Cup   | FA Cup | League Cup | League Cup | Totale   | Totale |
| Giocatore    | Presenze       | Reti           | Presenze | Reti   | Presenze   | Reti       | Presenze | Reti   |
| ------------ | -------------- | -------------- | -------- | ------ | ---------- | ---------- | -------- | ------ |
| M. Vorm      | 0              | 0              | 0        | 0      | 0          | 0          | 0        | 0      |
| A. Williams  | 0              | 0              | 0        | 0      | 0          | 0          | 0        | 0      |
| N. Taylor    | 0              | 0              | 0        | 0      | 0          | 0          | 0        | 0      |
| S. Caulker   | 0              | 0              | 0        | 0      | 0          | 0          | 0        | 0      |
| A. Tate      | 0              | 0              | 0        | 0      | 0          | 0          | 0        | 0      |
| F. Bodde     | 0              | 0              | 0        | 0      | 0          | 0          | 0        | 0      |
| L. Britton   | 0              | 0              | 0        | 0      | 0          | 0          | 0        | 0      |
| A. Orlandi   | 0              | 0              | 0        | 0      | 0          | 0          | 0        | 0      |
| C. Beattie   | 0              | 0              | 0        | 0      | 0          | 0          | 0        | 0      |
| D. Graham    | 0              | 0              | 0        | 0      | 0          | 0          | 0        | 0      |
| S. Sinclair  | 0              | 0              | 0        | 0      | 0          | 0          | 0        | 0      |
| N. Dyer      | 0              | 0              | 0        | 0      | 0          | 0          | 0        | 0      |
| S. Dobbie    | 0              | 0              | 0        | 0      | 0          | 0          | 0        | 0      |
| W. Routledge | 0              | 0              | 0        | 0      | 0          | 0          | 0        | 0      |
| G. Monk      | 0              | 0              | 0        | 0      | 0          | 0          | 0        | 0      |
| D. Cotterill | 0              | 0              | 0        | 0      | 0          | 0          | 0        | 0      |
| L. Lita      | 0              | 0              | 0        | 0      | 0          | 0          | 0        | 0      |
| L. Moore     | 0              | 0              | 0        | 0      | 0          | 0          | 0        | 0      |
| S. MacDonald | 0              | 0              | 0        | 0      | 0          | 0          | 0        | 0      |
| J. Moreira   | 0              | 0              | 0        | 0      | 0          | 0          | 0        | 0      |
| À. Rangel    | 0              | 0              | 0        | 0      | 0          | 0          | 0        | 0      |
| J. Allen     | 0              | 0              | 0        | 0      | 0          | 0          | 0        | 0      |
| K. Agustien  | 0              | 0              | 0        | 0      | 0          | 0          | 0        | 0      |
| M. Gower     | 0              | 0              | 0        | 0      | 0          | 0          | 0        | 0      |
| T. Butler    | 0              | 0              | 0        | 0      | 0          | 0          | 0        | 0      |
| A. Richards  | 0              | 0              | 0        | 0      | 0          | 0          | 0        | 0      |
| C. Thomas    | 0              | 0              | 0        | 0      | 0          | 0          | 0        | 0      |